# Doronicum corsicum
Doronicum corsicum là một loài thực vật có hoa trong họ Cúc. Loài này được (Loisel.) Poir. mô tả khoa học đầu tiên năm 1812.